# Ulrike Stanggassinger
Ulrike Stanggassinger, nemška alpska smučarka, * 22. februar 1968, Berchtesgaden, Zahodna Nemčija, † 1. julij 2019, Berchtesgaden.
Nastopila je na Olimpijskih igrah 1988, kjer je osvojila deveto mesto v kombinaciji. V edinem nastopu na svetovnih prvenstvih leta 1993 je dosegla šesto mesto v smuku. V svetovnem pokalu je tekmovala sedem sezon med letoma 1987 in 1994 ter dosegla eno uvrstitev na stopničke v smuku. V skupnem seštevku svetovnega pokala je bila najvišje na 38. mestu leta 1993, leta 1989 je bila deseta v kombinacijskem seštevku.